# Flemming Hansen
Flemming Gleerup Hansen (nascido em 11 de fevereiro de 1944) é um ex-ciclista dinamarquês.
Hansen foi um dos atletas que representou a Dinamarca nos Jogos Olímpicos de 1964, em Tóquio, onde terminou em sétimo lugar na prova de contrarrelógio por equipes (100 km). Na prova de estrada, ele foi o vigésimo primeiro colocado, individualmente.